# 桂芬 (福州府知府)
桂芬（？—？），正白旗蒙古人，是一名清朝政治人物。贡生出身。
桂芬曾于道光十年接替王耀辰任福州府知府一职，道光十一年由扥渾布接任。